# Sapohove, Kiverți
Sapohove (în ucraineană Сапогове) este un sat în comuna Prîluțke din raionul Kiverți, regiunea Volînia, Ucraina.

## Demografie
Componența lingvistică a localității Sapohove
     Ucraineană (98,46%)
     Rusă (1,54%)
Conform recensământului din 2001, majoritatea populației localității Sapohove era vorbitoare de ucraineană (98,46%), existând în minoritate și vorbitori de rusă (1,54%).